# فهرست اسکادران‌های تاکتیک‌های ویژه نیروی هوایی ایالات متحده
فهرست اسکادران‌های تاکتیک‌های ویژه نیروی هوایی ایالات متحده (انگلیسی: List of United States Air Force special tactics squadrons) فهرستی از نیروهای ویژه در نیروی هوایی ایالات متحده را نشان می‌دهد.

## اسکادران‌های تاکتیک‌های ویژه
| اسکادران                       | نشان | مکان                                          | منبع: |
| ------------------------------ | ---- | --------------------------------------------- | ----- |
| اسکادران ۱۷ تاکتیک‌های ویژه     |      | Fort Benning، جورجیا                          | [ ۱ ] |
| اسکادران ۲۱ تاکتیک‌های ویژه     |      | فرودگاه صحرایی ارتشی پوپ، کارولینای شمالی     | [ ۲ ] |
| اسکادران ۲۲ تاکتیک‌های ویژه     |      | پایگاه شکاری لوئیس-مک‌کرود، واشینگتن           | [ ۲ ] |
| اسکادران ۲۳ تاکتیک‌های ویژه     |      | فرودگاه صحرایی هرلبرت، فلوریدا                | [ ۲ ] |
| اسکادران ۲۴ تاکتیک‌های ویژه     |      | Pope Field، کارولینای شمالی                   | [ ۲ ] |
| اسکادران ۲۶ تاکتیک‌های ویژه     |      | پایگاه نیروی هوایی بال، نیومکزیکو             | [ ۳ ] |
| 123rd Special Tactics Squadron |      | فرودگاه بین‌المللی لوئیویل، کنتاکی             | (ANG) |
| 125th Special Tactics Squadron |      | فرودگاه بین‌المللی پورتلند، اورگان             | (ANG) |
| 320th Special Tactics Squadron |      | پایگاه هوایی کادنا، ژاپن                      | [ ۵ ] |
| 321st Special Tactics Squadron |      | فرودگاه نیروی هوایی سلطنتی میلدنهال، انگلستان | [ ۶ ] |